# GeForce 9

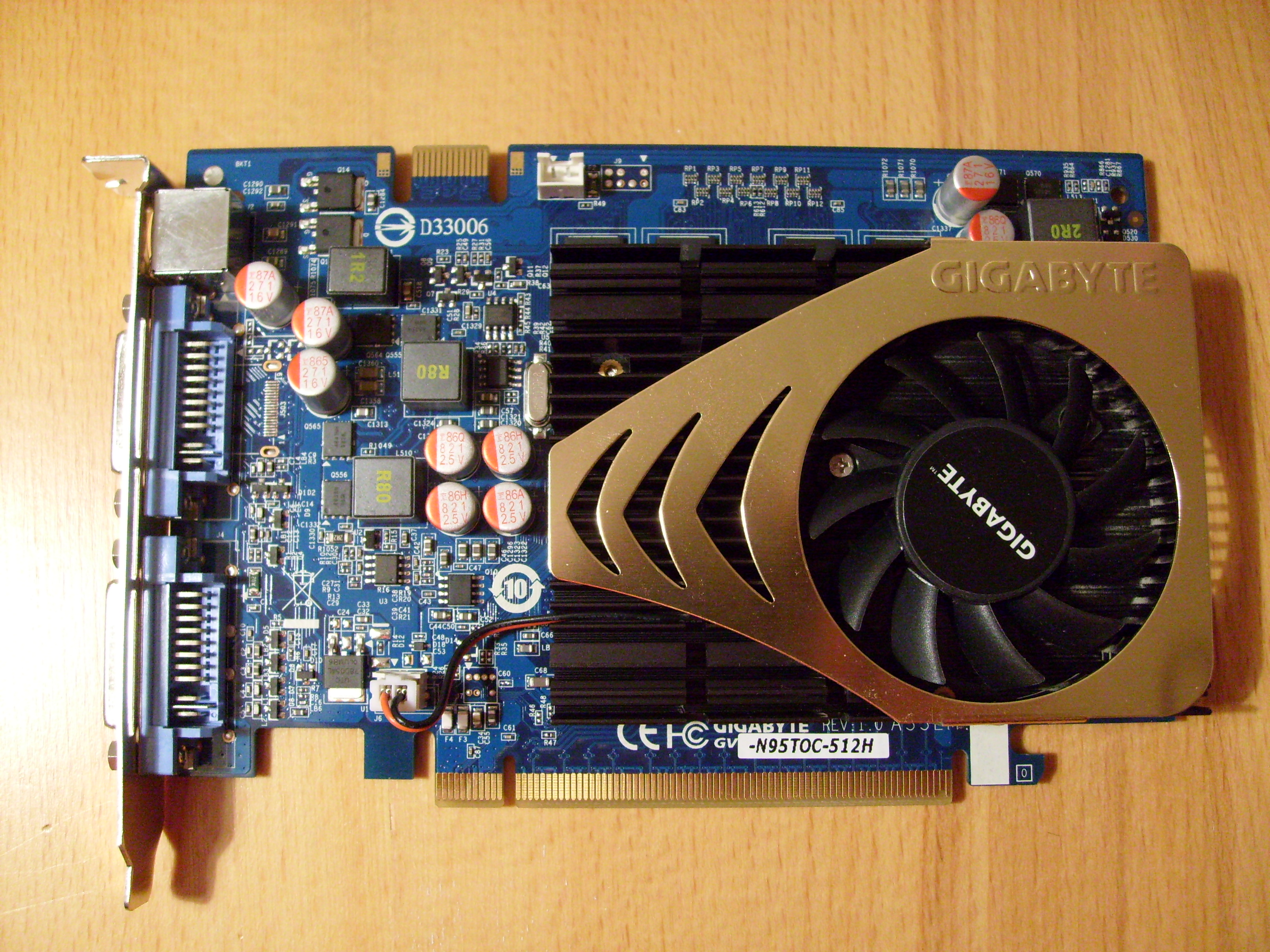
Gigabyte GeForce 9500 GT

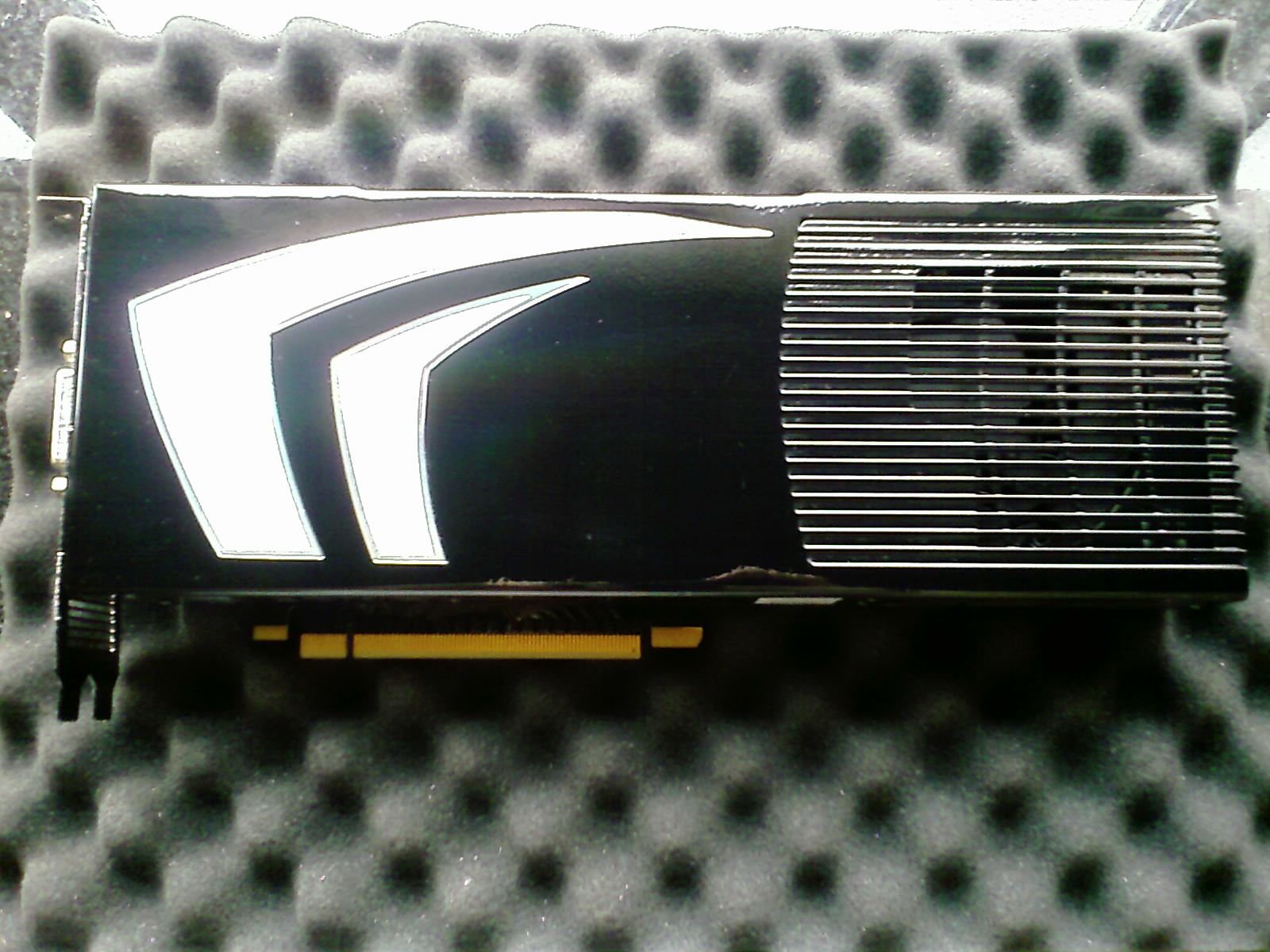
Nvidia GeForce 9800 GX2

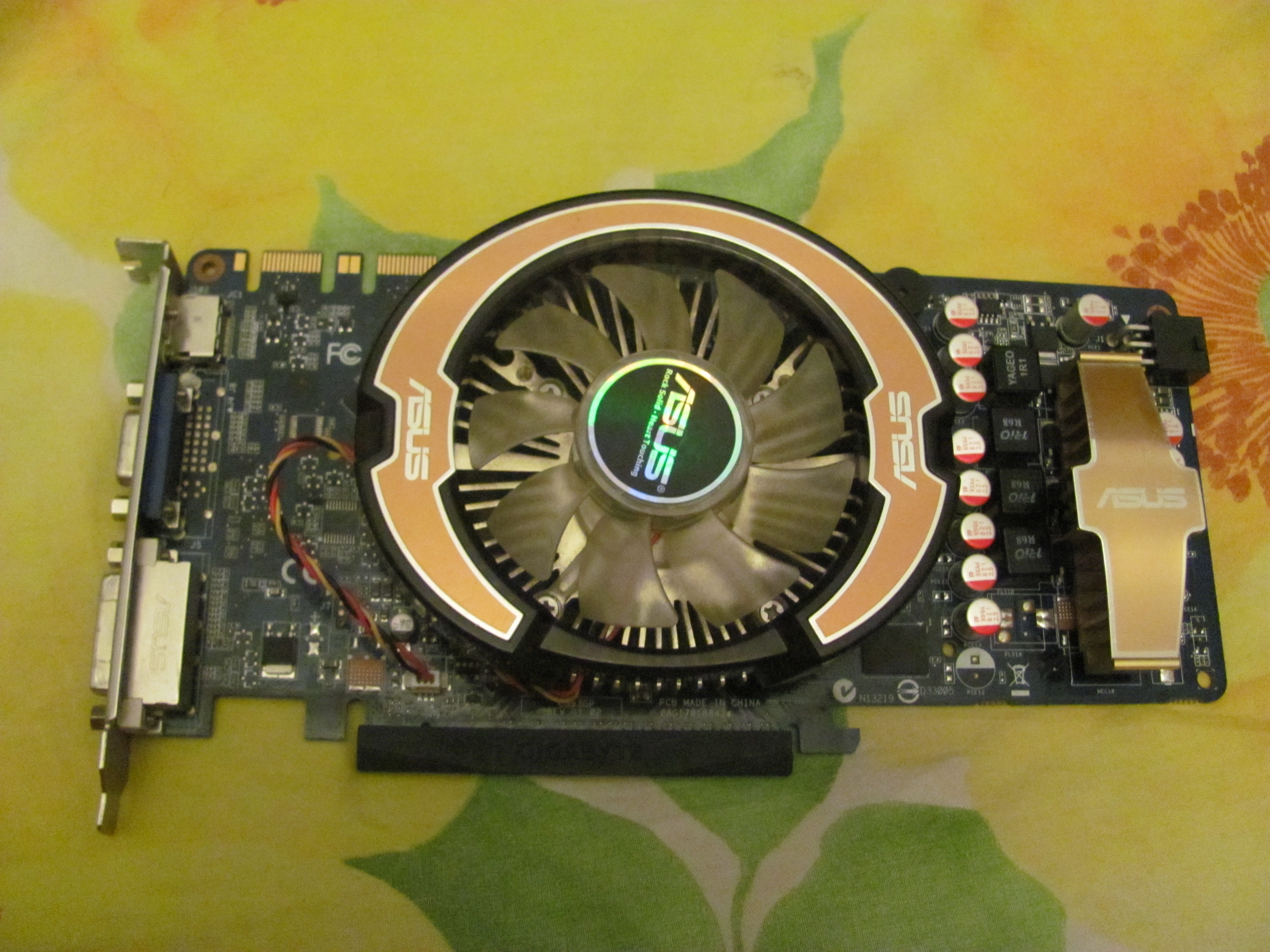
Asus GeForce 9800 GT

GeForce 9 – dziewiąta generacja kart graficznych z serii GeForce (Geometry Force), opartych na procesorach G92 oraz nowe: G94 i G96, których producentem jest amerykańska firma Nvidia. W kartach tej generacji po raz pierwszy zastosowano proces technologiczny 55 nm.

## Modele kart GeForce 9
- GeForce 9400
  - GeForce 9400 GT
- GeForce 9500
  - GeForce 9500 GT
- GeForce 9600
  - GeForce 9600 GT
  - GeForce 9600 GSO
  - GeForce 9600 GSO+
- GeForce 9800
  - GeForce 9800 GT
  - GeForce 9800 GTX
  - GeForce 9800 GTX+
  - GeForce 9800 GX2

## Tabela szczegółów
| Nazwa     | Nazwa rdzenia | Proces technologiczny | Częstotliwość rdzenia | Częstotliwość shaderów | Częstotliwość pamięci | Rodzaj pamięci | Wielkość pamięci | Szyna pamięci | Zunifikowane jednostki |
| --------- | ------------- | --------------------- | --------------------- | ---------------------- | --------------------- | -------------- | ---------------- | ------------- | ---------------------- |
| 9400 GT   | G96           | 55/65 nm              | 550 MHz               | 1350 MHz               | 800/1600 MHz          | GDDR2/GDDR3    | 256/512/1024 MB  | 128 bitów     | 16                     |
| 9500 GT   | G96           | 55/65 nm              | 550 MHz               | 1400 MHz               | 1000/1600 MHz         | GDDR2/GDDR3    | 256/512/1024 MB  | 128 bitów     | 32                     |
| 9600GSO   | G92           | 65 nm                 | 550 MHz               | 1674 MHz               | 800/1375/1600 MHz     | GDDR3          | 384/768 MB       | 192 bitów     | 96                     |
| 9600 GT   | G94           | 55/65 nm              | 650 MHz               | 1625 MHz               | 1800 MHz              | GDDR3          | 512/1024 MB      | 256 bitów     | 64                     |
| 9800 GT   | G92           | 55/65 nm              | 650 MHz               | 1625 MHz               | 2000 MHz              | GDDR3          | 512/1024 MB      | 256 bitów     | 112                    |
| 9800 GTX  | G92           | 65 nm                 | 675 MHz               | 1688 MHz               | 2200 MHz              | GDDR3          | 512 MB           | 256 bitów     | 128                    |
| 9800 GTX+ | G92           | 55 nm                 | 738 MHz               | 1836 MHz               | 2200 MHz              | GDDR3          | 512/1024 MB      | 256 bitów     | 128                    |
| 9800 GX2  | 2x G92        | 65 nm                 | 600 MHz               | 1500 MHz               | 2000 MHz              | GDDR3          | 2x 512 MB        | 2x 256 bitów  | 2x 128                 |

## GeForce 9800 GX2
Oficjalna premiera nastąpiła 18 marca 2008 roku. Karta graficzna bazuje na dwóch rdzeniach G92, znajdujących się na oddzielnych płytkach PCB, podobnie jak w przypadku GeForce 7900 GX2 i 7950 GX2. Specyfikacja produktu wygląda następująco:
- Dwa rdzenie G92 wykonane w 65 nm procesie produkcyjnym
- 197 W teoretycznego poboru prądu
- 256 zunifikowanych jednostek cieniujących (po 128 na układ)
- 1 GB pamięci podręcznej (po 512 MB na układ)
- Dwa dodatkowe gniazda zasilania: 8-pin i 6-pin
- Zegary (ROP/shadery/pamięć): 600/1500/2000 MHz
- 256-bitowa magistrala pamięci
- 128 GB/s przepustowość pamięci
- Wsparcie dla DirectX 10, Shader Model 4, OpenGL 2.1 i PCI-Express 2.0
- Wsparcie dla Quad SLi
- Cena w chwili ukazania się na rynku: 599 $